# Carreta Quemada
Carreta Quemada o Mevir Carreta Quemada es una localidad uruguaya del departamento de San José.

## Ubicación
La localidad se encuentra situada en la zona noreste del departamento de San José, próximo a la cuchilla de Carreta Quemada y al arroyo de igual nombre, y junto al cruce del Camino del Tala con la ruta 45.

## Población
La localidad cuenta con una población de 99 habitantes, según el censo del año 2011.
| 69            | 99 |
| (Fuente: INE) |    |

## Economía
La actividad productiva predominante en la zona es la lechería, realizada por pequeños productores que remiten su producción a la industria. También existen pequeños productores de quesos.